# Ла-Рошель
Ла-Роше́ль (фр. La Rochelle) — портовый город в западной части Франции на побережье Бискайского залива в регионе Новая Аквитания. На его территории сохранилось множество средневековых достопримечательностей и сооружений.

## География
Ла-Рошель является центром департамента Приморская Шаранта и важным торговым центром на атлантическом побережье Франции. Расстояние до Парижа составляет примерно 480 км. В Ла-Рошели проживают 77 тысяч жителей.

## Население
| 1968    | 1975    | 1982    | 1990    | 1999    | 2006    | 2010    | 2011    | 2013    |
| ------- | ------- | ------- | ------- | ------- | ------- | ------- | ------- | ------- |
| 73 347  | ↗75 367 | ↗75 840 | ↘71 094 | ↗76 584 | ↗77 196 | ↘75 170 | ↘74 880 | ↘74 344 |
| 2015    | 2016    | 2017    | 2018    | 2019    | 2020    | 2021    | 2022    |         |
| ↗75 404 | ↗78 623 | ↘75 735 | ↗76 114 | ↗77 205 | ↗77 210 | ↗78 535 | ↗79 961 |         |

## История

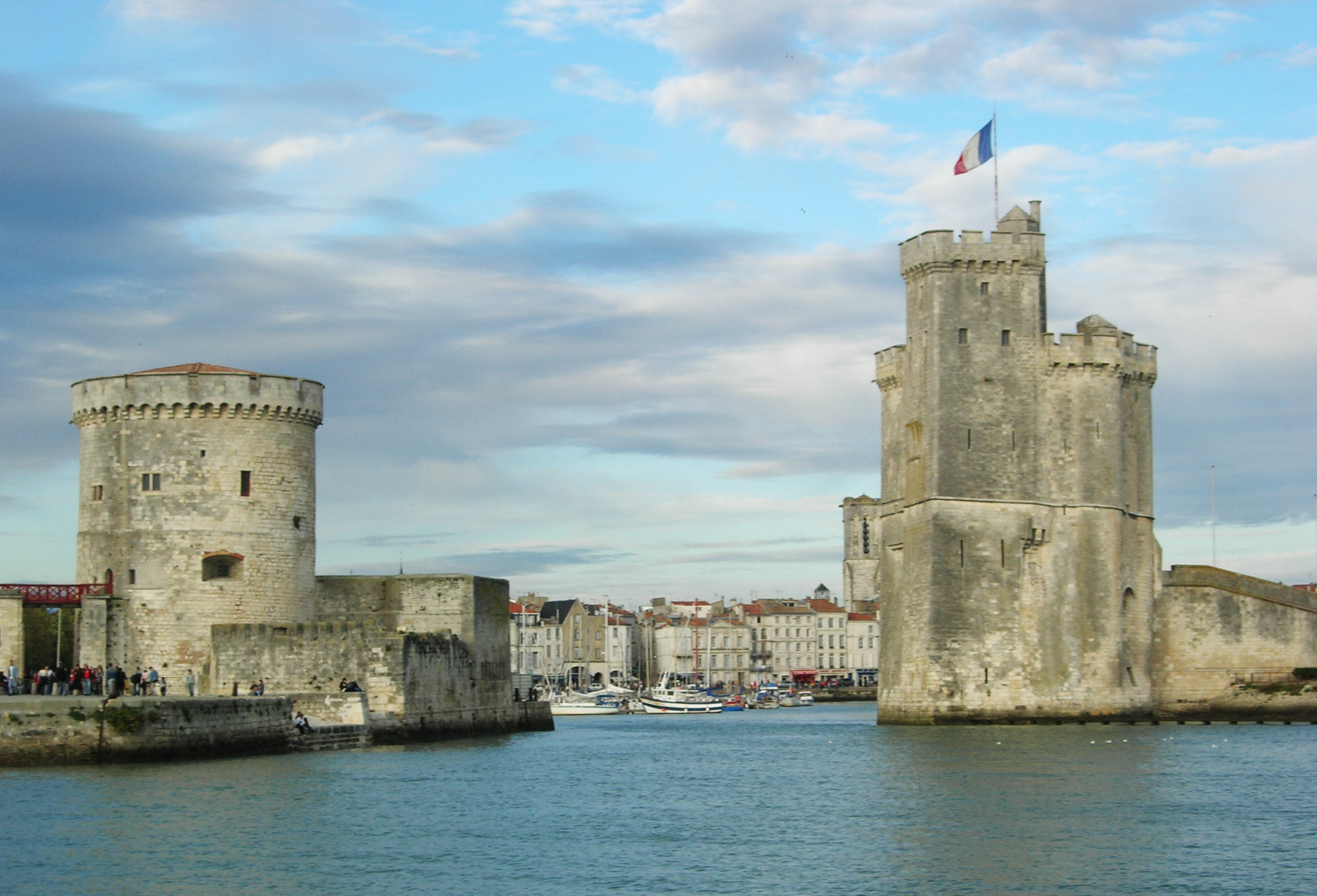

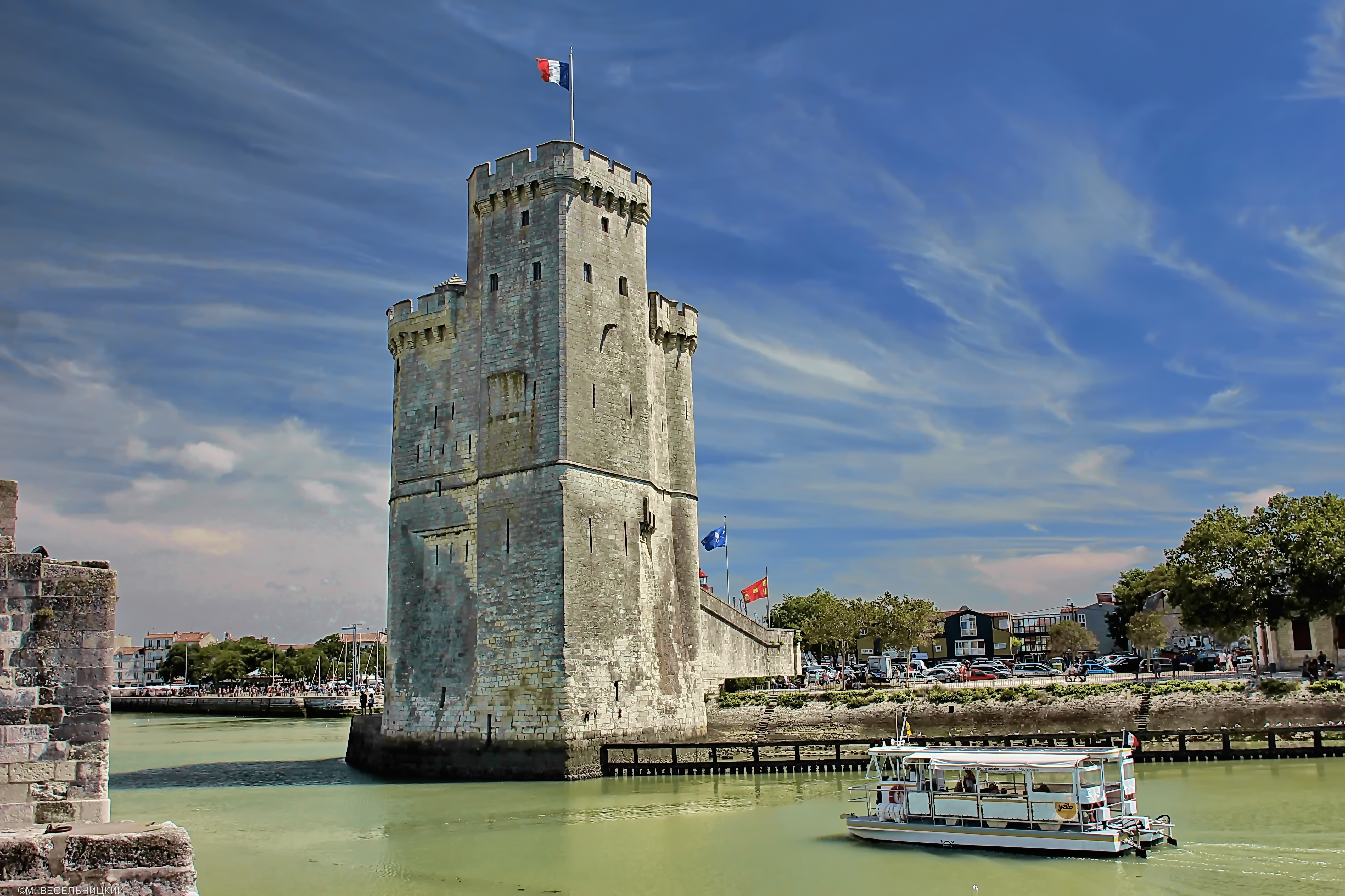
Ла-Рошель

Ла-Рошель была основана в X веке. В XII и XIII веке была важным городом в сети ордена тамплиеров, которые построили в ней большой порт. По сегодняшний день в Ла-Рошели существует rue des Templiers, улица тамплиеров. До XV века город оставался самым крупным портом Франции на атлантическом побережье. Торговля велась прежде всего вином и солью.
В эпоху Возрождения Ла-Рошель открыто приняла идеи Реформации и с 1568 года стала центром гугенотов, что подарило городу непродолжительный период процветания и мира. В 1622 году герцог де Гиз уничтожил флот Ла-Рошели, находившийся под командованием Жана Гитона.
10 сентября 1627 года произошла пушечная дуэль между защитниками Ла-Рошели и королевскими войсками, что послужило поводом для короля Людовика XIII начать осаду Ла-Рошели, которая закончилась её взятием в 1628 году, а также новым преследованием гугенотов, высшей точкой которого явилась отмена Нантского эдикта Людовиком XIV. Многие гугеноты бежали из страны и основали в 1689 году в Северной Америке город Нувель Рошель (Новая Ла-Рошель). В эпоху колониализма Ла-Рошель играла важную роль в торговле между Африкой, Северной Америкой и Европой.

### Военно-морская база субмарин

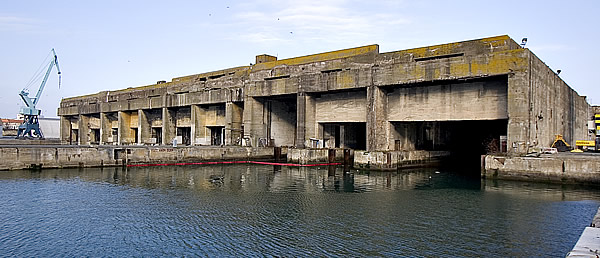
Бункер для субмарин Ла-Паллис

Во время Второй мировой войны немцы построили около Ла-Рошели бункер для подводных лодок, сохранившийся до сегодняшних дней. Из-за сильного сопротивления захватчиков Ла-Рошель стала одним из последних освобождённых городов Франции. Немецкий комендант сдался лишь в полночь 8 мая 1945 года.

## Фотографии Ла-Рошели

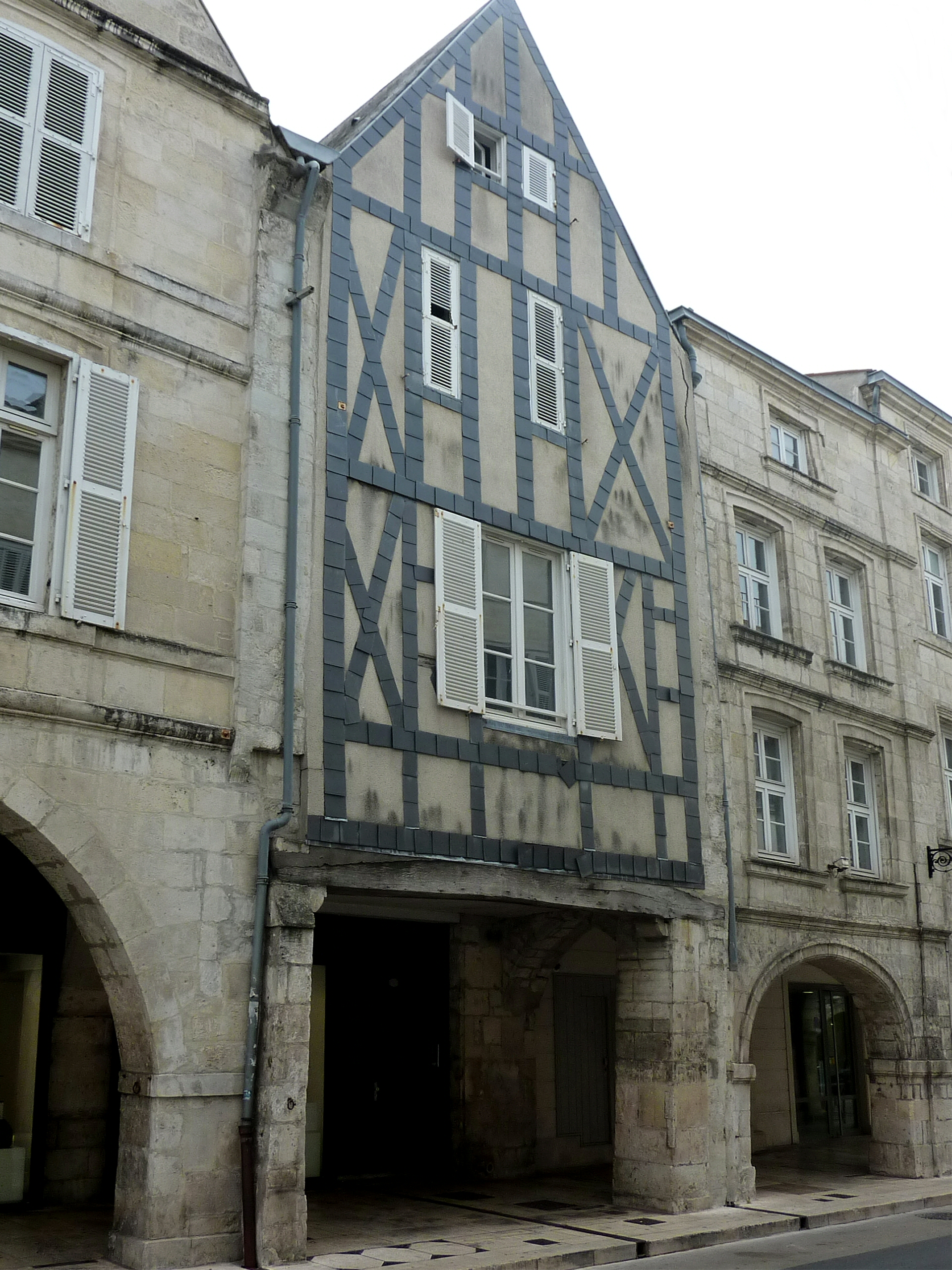
Одно из исторических зданий.
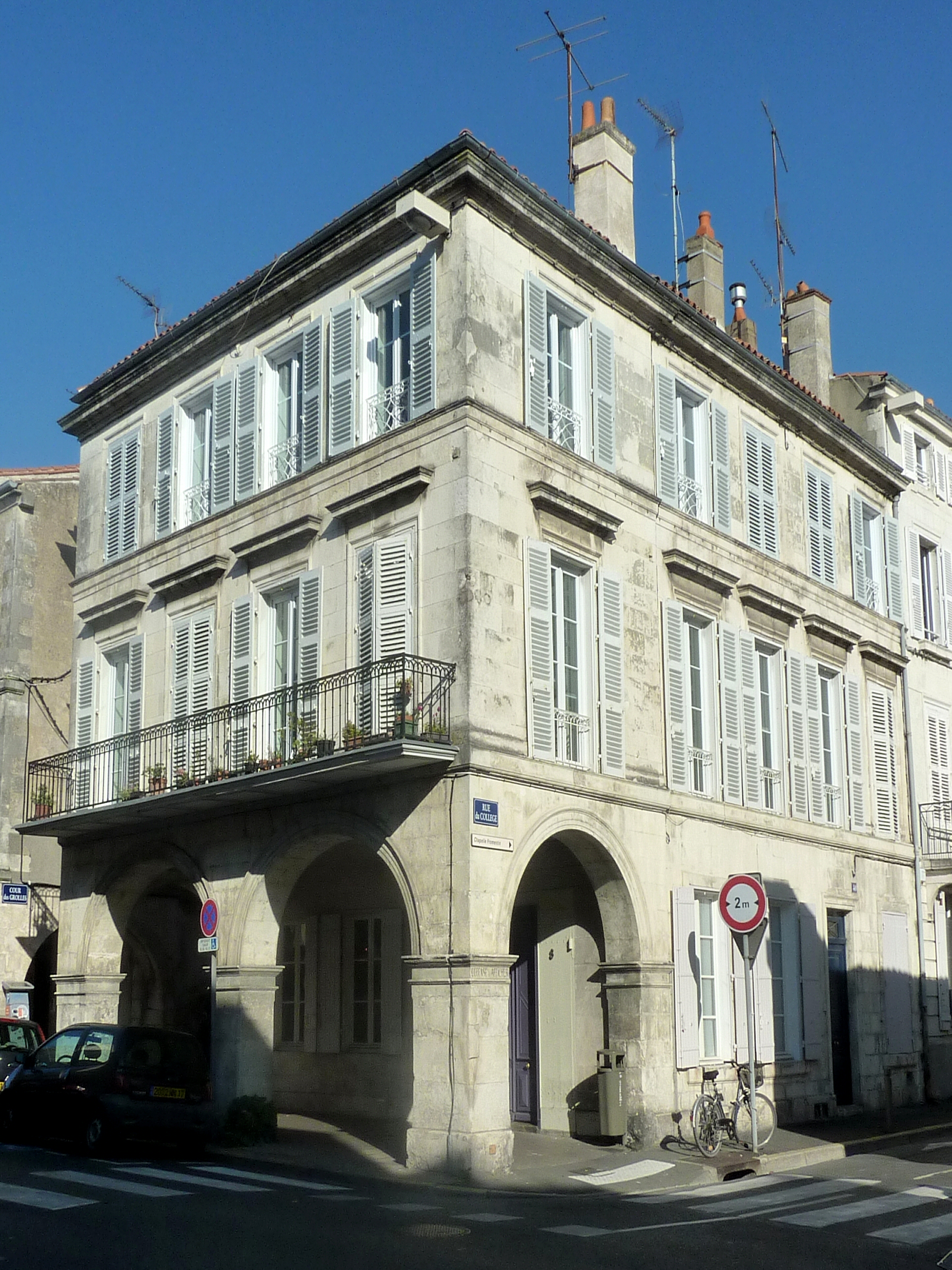
Пример исторического здания.
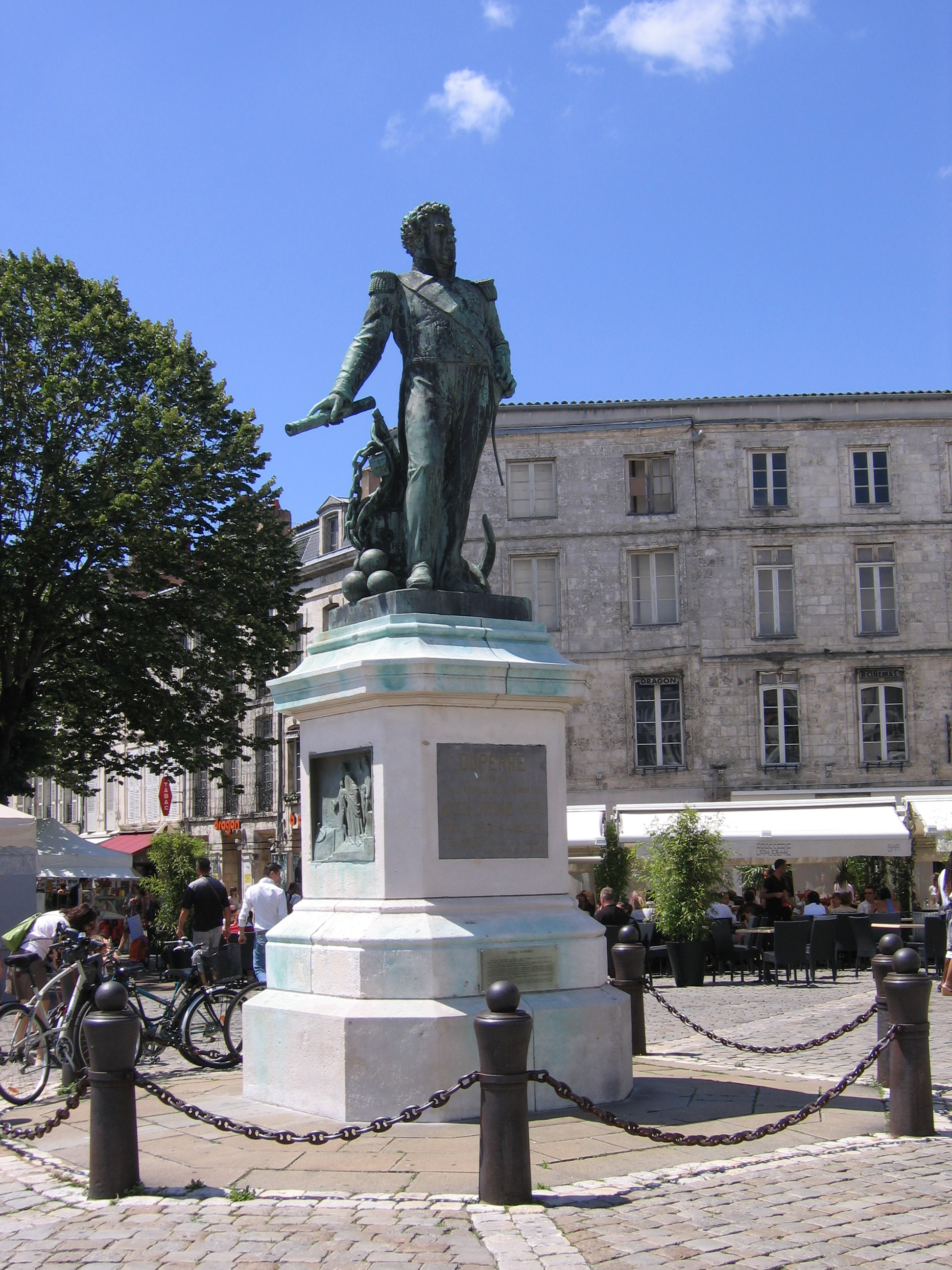
Памятник адмиралу Дюперре

## Города-побратимы
- Эс-Сувейра, Марокко
- Любек, Германия
- Нью-Рошелл, США
- Петрозаводск, Россия
- Сантьягу-де-Фигейро, Португалия

## Ла-Рошель в искусстве
- Город известен благодаря роману Александра Дюма «Три мушкетёра», герои которого  в  1627 году участвуют в осаде Ла-Рошели (глава XI). В советской экранизации «в роли» Ла-Рошели снималась Хотинская крепость
- Осада Ла-Рошели (1572—1573), более ранняя, чем описанная в «Трёх мушкетёрах», описана в повести Проспера Мериме «Хроника времён Карла IX», упоминается она и в другой повести Дюма, «Королева Марго».
- В Ла-Рошели происходит действие романа Жоржа Сименона «Он приехал в день поминовения».
- Порт Ла-Рошели послужил местом съёмки фильмов «Подводная лодка» Вольфганга Петерсена и «Индиана Джонс: В поисках утраченного ковчега» Стивена Спилберга.
- В Ла-Рошели в 1825 году родился известный французский художник Вильям Бугро.
- Является ключевым городом в романе Лоуренса Норфолка «Словарь Ламприера».
- В Ла-Рошели разворачиваются события 11-й серии французского детективного сериала «Убийства в…» — «Убийства в Ла-Рошели».
- В игре «Commandos 2: Men of Courage» в миссиях «Ночь волков» и «Безмолвные убийцы» все действия происходили на немецкой базе для подлодок в Ла-Рошели.